# 塞纳河畔克里克伯夫
塞纳河畔克里克伯夫（法語：Criquebeuf-sur-Seine，法語發音：[kʁikbœf syʁ sɛn]）是法国厄尔省的一个市镇，位于该省北部，属于莱桑德利区。

## 地理
塞纳河畔克里克伯夫（49°18'21"N, 1°5'51"E）面积14.74 平方千米，位于法国诺曼底大区厄尔省，该省份为法国北部内陆省份，北起滨海塞纳省，西接奧恩省和卡爾瓦多斯省，南至厄尔-卢瓦省，东临瓦兹省、瓦兹河谷省和伊夫林省。
与塞纳河畔克里克伯夫接壤的市镇（或旧市镇、城区）包括：马尔托、蓬德拉尔什、弗勒讷斯、索特维尔苏勒瓦勒、泰尔德博尔。

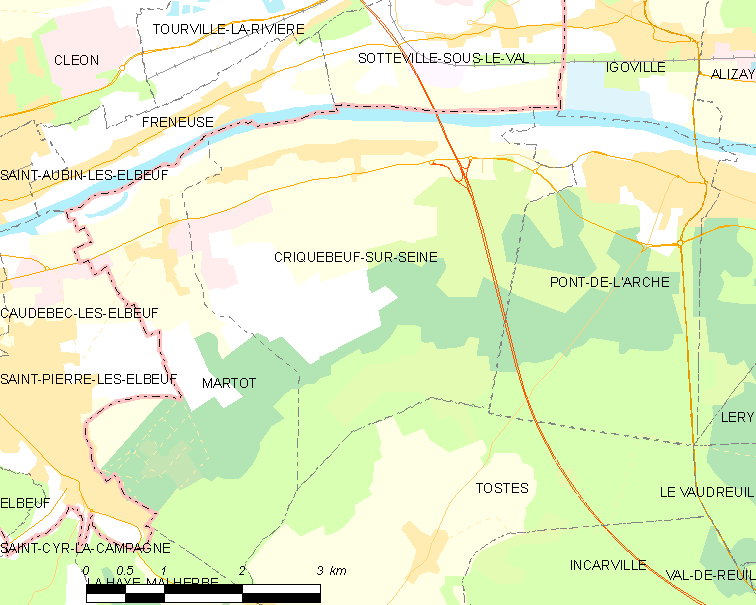
塞纳河畔克里克伯夫的OSM定位图

塞纳河畔克里克伯夫的时区为UTC+01:00、UTC+02:00（夏令时）。

## 行政
塞纳河畔克里克伯夫的邮政编码为27340，INSEE市镇编码为27188。

## 政治
塞纳河畔克里克伯夫所属的省级选区为蓬德拉尔什县。

## 人口

1962-2008年间塞纳河畔克里克伯夫人口变化图示

塞纳河畔克里克伯夫于2022年1月1日时的人口数量为1537人。